# Claudio Lezcano
Claudio Lezcano López foi um ex-futebolista paraguaio que atuava como atacante.

## Carreira
Claudio Lezcano fez parte do elenco da Seleção Paraguaia de Futebol, na Copa do Mundo de  1958.